# 4291 Kodaihasu
4291 Kodaihasu је астероид главног астероидног појаса са средњом удаљеношћу од Сунца која износи 2,980 астрономских јединица (АЈ).
Апсолутна магнитуда астероида је 11,5.